# Тимощук, Анатолий Александрович
Анатолий Александрович Тимощу́к (укр. Анатолій Олександрович Тимощук; род. 30 марта 1979[…], Луцк) — украинский футболист (опорный полузащитник) и футбольный тренер, позже — российский тренер, ныне помощник главного тренера в российском клубе «Зенит». Заслуженный мастер спорта России. Один из самых титулованных игроков в истории Украины. В составе донецкого «Шахтёра» трёхкратный чемпион Украины, трёхкратный обладатель Кубка Украины и обладатель Суперкубка Украины (лишён всех украинских титулов в 2022 году). В составе санкт-петербургского «Зенита» чемпион России, обладатель Суперкубка России, обладатель Кубка и Суперкубка УЕФА. В составе мюнхенской «Баварии» двукратный чемпион Германии, двукратный обладатель Кубка Германии и двукратный обладатель Суперкубка Германии, победитель Лиги чемпионов УЕФА.
Провёл наибольшее число матчей в истории сборной Украины, при необходимости мог играть на любой позиции в защите. В 2022 году Украинской ассоциацией футбола был исключён из реестра игроков сборной.

## Биография
Анатолий Тимощук родился 30 марта 1979 года в городе Луцке. С 6 лет тренировался в местной футбольной школе, под руководством Владимира Байсаровича. Проведя 8 лет в ДЮСШ, после одного из областных турниров, пригласили в киевский спортивный интернат. Некоторое время вместе с Анатолием в спортшколе занималась его старшая сестра Инна. Однако из-за травмы колена известной спортсменкой девушка так и не стала.

## Профессиональная карьера

### Украина

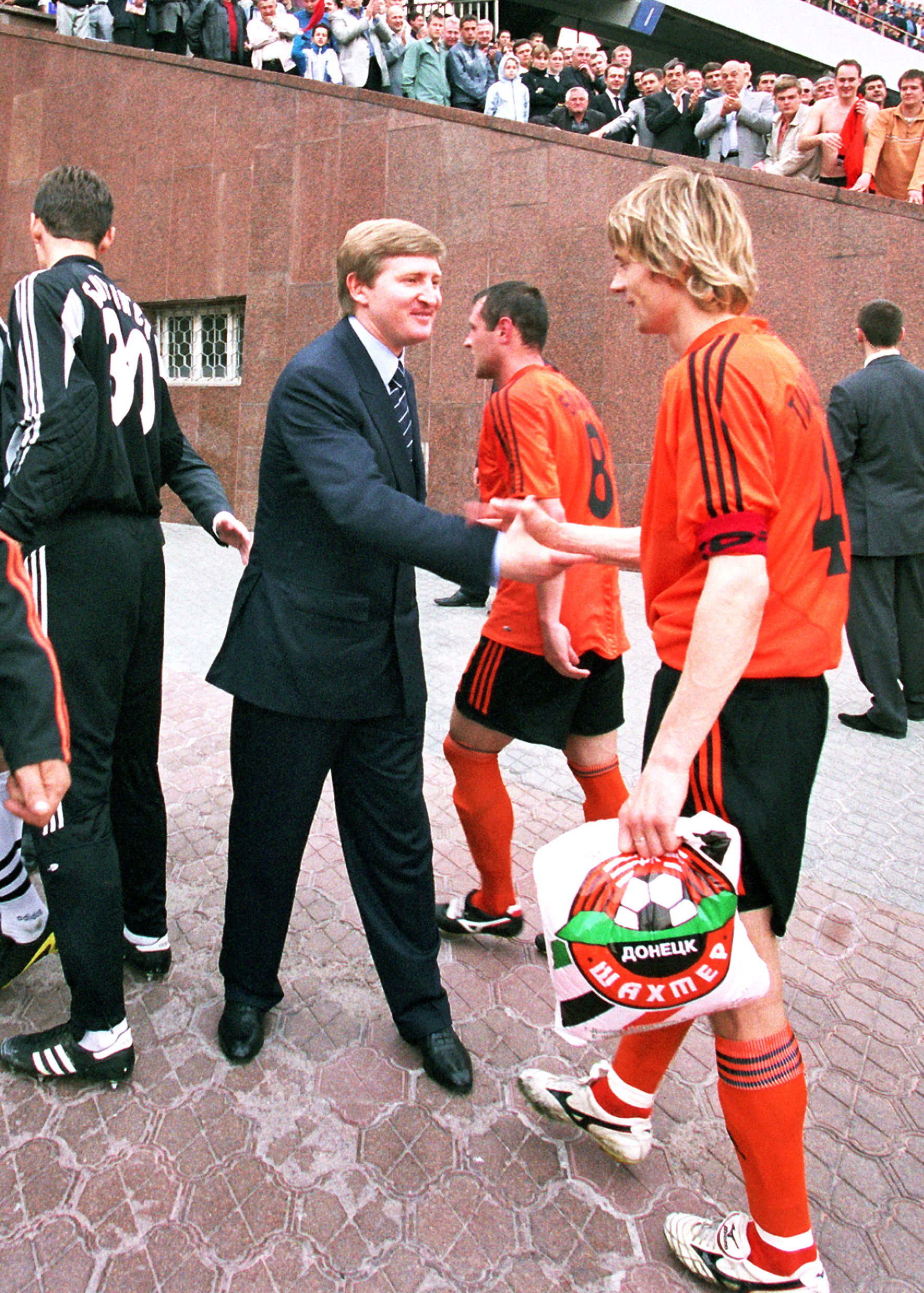
Ринат Ахметов и Анатолий Тимощук (2002 год).

Первой профессиональной командой стала луцкая «Волынь», которую тренировал Виталий Кварцяный. В 1995 году Тимощук провёл своей первый матч в высшей лиге Украины. В 17-летнем возрасте (сезон 1995/96), параллельно с выступлениями за «Волынь» также принимал участие в Любительском чемпионате Украины по футболу в составе команды ЕНКО (Луцк), где отметился тремя голами в трёх поединках.
Получил известность, играя в донецком «Шахтёре». В этой команде он стал капитаном и игроком основного состава сборной Украины. В составе «Шахтёра» провёл 326 матчей и забил 39 голов, стал трёхкратным чемпионом Украины, а также обладателем трёх Кубков и Суперкубка страны.
На сайте «горняков» по результатам опроса, посвящённого 70-летию «Шахтёра», болельщики избрали Анатолия Тимощука капитаном символической сборной всех времён.

### «Зенит»
27 февраля 2007 года перешёл в петербургский «Зенит», который заплатил рекордный для постсоветского пространства трансфер: 20 миллионов долларов. Сам Тимощук подписал четырёхлетний контракт, а его зарплата составила порядка 2,2 миллиона долларов в год. В составе питерского клуба украинец сразу же стал одним из самых важных футболистов.
«Я с радостью принял предложение, потому что это очень амбициозный клуб. Я видел амбициозного тренера, президента, которые стремятся к достижению целей».
11 марта украинский новичок дебютировал в российской премьер-лиге в матче против «Сатурна» (1:1). Через неделю забил дебютный гол за «сине-бело-голубых», поразив дальним ударом ворота «Ростова» (3:2) на 41 минуте матча. В следующем туре в поединке против московского «Спартака» (1:2) украинец сыграл не лучшим образом, заработав пенальти в свои ворота. Вскоре после начала сезона в игре команды наступил спад. Вылет из кубка России, потерянные очки и невнятная игра стали причиной обильной критики в адрес «Зенита». Также журналисты часто вспоминали трансферную стоимость Анатолия, замечая, что играет он вовсе не так хорошо, как должен.
В начале мая после лишения Андрея Аршавина капитанской повязки и отказа от неё Эрика Хагена, Тимощук был назначен новым капитаном команды. В матче 13-го тура чемпионата с «Химками» (2:2), украинец отличился с пенальти на 11-й минуте матча. Затем он отметился дублем в кубковом поединке с брянским «Динамо» (4:1). В 15-м туре забил головой победный гол в сложнейшем выездном матче против «Москвы» (1:0). Эта победа позволила «Зениту» завершить первый круг чемпионата на первом месте. Далее последовали несколько неудачных матчей и были потеряны необходимые очки. «Я знаю только один способ вернуть игру и результаты — тренировки. Через упорный труд можно достичь всего, какая бы цель перед тобой ни стояла, — написал футболист в своём блоге после матча с „Амкаром“. — И даже если кто-то считает, что для этого необходимо остаться после занятий или в выходной день, значит надо дорабатывать». 8 августа Анатолий поучаствовал «уничтожении» московского «Динамо» (9:3) в 1/8 финала Кубка России. В том матче Тимощук оформил хет-трик, столько же мячей забил Константин Зырянов, а Алехандро Домингес оформил дубль. Ещё один мяч был на счету Андрея Аршавина. 11 ноября в заключительном туре первенства страны «питерцы» на выезде обыграли «Сатурн» (1:0) и впервые в своей истории завоевали звание чемпиона России. По итогам сезона Тимощук был включён в ежегодный список 33 лучших игроков чемпионата, а также признан игроком года по версии популярного спортивного журнала «Спорт-Экспресс».

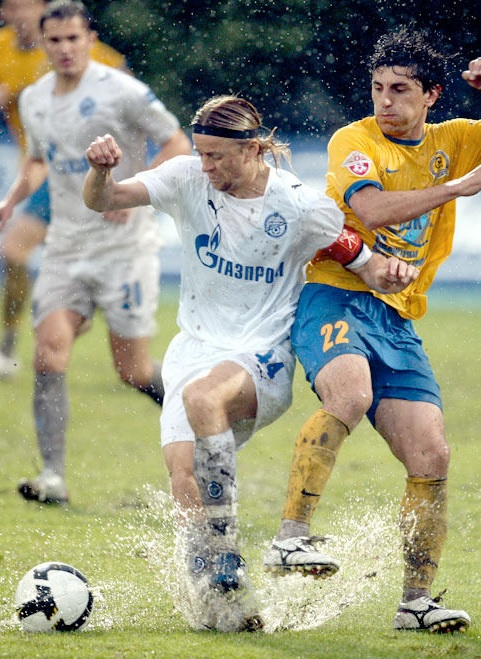
Тимощук в матче против «Луч-Энергии», 16 июля 2008 года

В межсезонье сезона 2008 года в товарищеских матчах Тимощук отметился двумя голами, а также удалением в матче с голландским клубом АДО «Ден Хааг» (1:0) уже на 12-й минуте матча. Новый сезон «Зенит» начал матчами в Кубке УЕФА. 10 апреля 2008 года Тимощук в концовке матча не сумел реализовать одиннадцатиметровый в матче 1/4 финала Кубка УЕФА против немецкого «Байера 04», из-за чего клуб потерпел домашнее поражение со счетом 0:1. 6 апреля в выездном матче 4-го тура против «Шинника» (2:2) Анатолий реализовал пенальти, однако клуб упустили победу на последних минутах матча. В матче 12-го тура чемпионата украинец забил два гола в ворота «Томи» (5:1). Затем полузащитник дважды реализовывал пенальти в матчах с «Амкаром» (2:0) и «Рубином» (1:4). 14 мая на стадионе «Сити оф Манчестер» состоялся финал Кубка УЕФА, где «Зенит» обыграл «Глазго Рейнджерс» (2:0) и взял второй евротрофей в истории российского футбола. 29 августа «Зенит» выиграл Суперкубок УЕФА, обыграв «Манчестер Юнайтед» со счётом 2:1. Тимощук оказался первым и последним капитаном российского клуба, державшим в руках трофей, который вручается лучшим в европейском клубном футболе. Украинец проделал огромный объём полезной работы, приходил на помощь защитникам, организовывал атаки, став одним из главных героев поединка. Осенью 2008 года мюнхенская «Бавария» предприняла попытку приобрести Анатолия, и даже на их официальном сайте появилась новость, что с Тимощуком подписан контракт. Но в итоге российский клуб отказался продавать своего лидера, поскольку уже не было времени найти ему замену. Всего в сезоне 2008 года полузащитник сыграл 44 матча (28 в чемпионате и Суперкубке России и 16 в еврокубках), в которых забил 6 голов (5 из них с пенальти) и отдал 2 голевые передачи. Также он оказался лучшим опорным полузащитником чемпионата России. На его счету было больше всего выигранных единоборств, а по количеству передач его обошёл лишь партнер по команде Игорь Денисов. В том же году Тимощук был удостоен званий «заслуженного работник физической культуры и спорта Украины», «заслуженного мастера спорта России», а также «почетного гражданина Луцка». Руководство команды очень хотело сохранить его в команде и предложило новый трехлетний контракт на улучшенных условиях. Но полузащитник отказался его продлевать из-за желания перейти в «Баварию».
Несмотря на разговоры о переходе Тимощук остался в «Зените». Согласно пункту договора — в марте 2009 года он мог покинуть российский клуб, в случае если за него заплатят определённую сумму. Уже в первом матче сезона Тимощук забил победный гол в ворота «Штутгарта» (2:1) в 1/16 финала Кубка УЕФА. Он же забил единственный гол в ответном матче с «Удинезе» (1:0). Но несмотря на победу, «сине-бело-голубые» вылетели из розыгрыша турнира, так как в первой встрече уступили 0:2. Во внутреннем первенстве клуб играл также слабо. В последних матчах Тимощук допускал ошибки. Жёлтая карточка в матче с московским «Динамо» (0:1) не позволила украинцу в поединке с «Кубанью» (2:0) сыграть прощальный матч на «Петровском». Лишь после окончания матча капитан совершил круг почеты по стадиону, простившись с болельщиками. 14 июня 2009 года в выездном матче 12-го тура против нальчикского «Спартака» (2:2) Дик Адвокат уже не рассчитывал на Тимощука, и выпустил его лишь на последних минутах матча. После окончания матча капитан подошёл к гостевой трибуне, выкинул свою футболку в толпу фанатов, скандировавших его имя, и окончательно попрощался с болельщиками клуба.

### «Бавария»
1 июля 2009 года подписал трёхлетний контракт с мюнхенской «Баварией»
. Финансовые стороны сделки не разглашались, но по информации немецких СМИ, переход Тимощука обошёлся в 14 миллионов евро. Дебют Тимощука состоялся 29 июля в матче турнира Audi Cup против «Милана» (4:1). Украинец вышел на 64-й минуте, заменив Хамита Алтынтопа. В финальной игре турнира против «Манчестер Юнайтед» полузащитник играл в стартовом составе до 77-й минуты, когда его заменил Андреас Оттль. 8 августа дебютировал в чемпионате Германии выйдя за 10 минут до конца матча против «Хоффенхайма» (1:1) заменил капитана мюнхенцев Марко ван Боммеля. Причём, замена эта была вынужденной, поскольку сам голландец её попросил. Также новый тренер «баварцев» голландец Луи ван Гал, заявил, что не видит для Анатолия места в основном составе, поскольку предпочитает украинцу на этом посту своего соотечественника ван Боммеля.

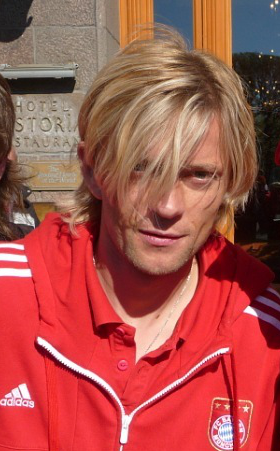
Во время встречи с болельщиками в 2011 году.

Свой первый гол в официальном матче забил 8 декабря 2009 года в матче группового этапа Лиги чемпионов против «Ювентуса» в ворота Джанлуиджи Буффона (4:1 в пользу «Баварии»). В первом же сезоне Тимощук стал с «Баварией» чемпионом и обладателем Кубка Германии. В первом круге чемпионата был игроком стартового состава.
Летом 2010 года Тимощук, недовольный временем, проводимым на поле, мог покинуть «Баварию», в прессе появлялась информация об интересе к нему со стороны ряда немецких, итальянских и российских клубов. Тимощук имел договорённость с «Вольфсбургом», но в последний момент совет директоров «Баварии» наложил вето на трансфер, так как, по их мнению, Тимощук позитивно влиял на микроклимат в команде.
Второй свой сезон в Германии начал на скамейке запасных, в чемпионате впервые появившись на поле лишь в матче шестого тура. В стартовом составе дебютировал в 8-м туре, в матче который пропускали из-за травм многие основные игроки «Баварии», в том числе и ван Боммель. В связи с затянувшимся восстановлением ван Боммеля, Тимощук вернул себе место в стартовом составе. 29 октября 2010 года в матче против «Фрайбурга» забил свой первый гол в сезоне. После матча президент «Баварии» Ули Хенесс публично заявил:
Я сидел на трибуне и смотрел матч против «Фрайбурга». И стал свидетелем того, что те игроки, которые не пользовались доверием ван Галя, были лучшими на поле. Я говорю о Тимощуке, Демикелисе и Гомесе. Тимощук вообще был лучшим игроком на поле во второй половине. Прискорбно, но ван Гал не принимает во внимание мнения других. Однако наш клуб сегодня не является шоу одного актёра. В нашей команде имели место несправедливости по отношению к тем или иным игрокам, однако ван Гал должен проявлять большее уважение к другим людям, имеющим определённый опыт
27 ноября 2010 года оформил первый дубль в составе «Баварии», команда победила «Айнтрахт» со счётом 4:1. Ван Гал стал периодически выпускать Тимощука на позиции центрального защитника, таким образом после восстановления ван Боммеля находя место на поле обоим футболистам.
Ведущее немецкое спортивное издание Kicker включило Тимощука в сборную первого круга Бундеслиги. Позже ван Гал заявил, что Тимощук убедил его в своей профпригодности. 25 января 2011 года официальный сайт «Баварии» сообщил о переходе ван Боммеля в «Милан». Несмотря на уход голландца, Тимощук продолжил играть центрального защитника, хорошо зарекомендовав себя на новой позиции.
Вторая половина сезона стала провальной для «Баварии». Мюнхенский клуб вылетел в 1/8 финала Лиги чемпионов, проиграл чемпионат и кубок. В апреле 2011 года был уволен ван Гал. Заканчивал сезон исполняющий обязанности тренера бывший ассистент ван Галя Андриес Йонкер, который в последних матчах чемпионата вернул Тимощука на место опорного полузащитника.
Летом 2011 года новым тренером «Баварии» стал Юпп Хайнкес, на одной из своих первых пресс-конференций заявивший, что также видит Тимощука в полузащите.

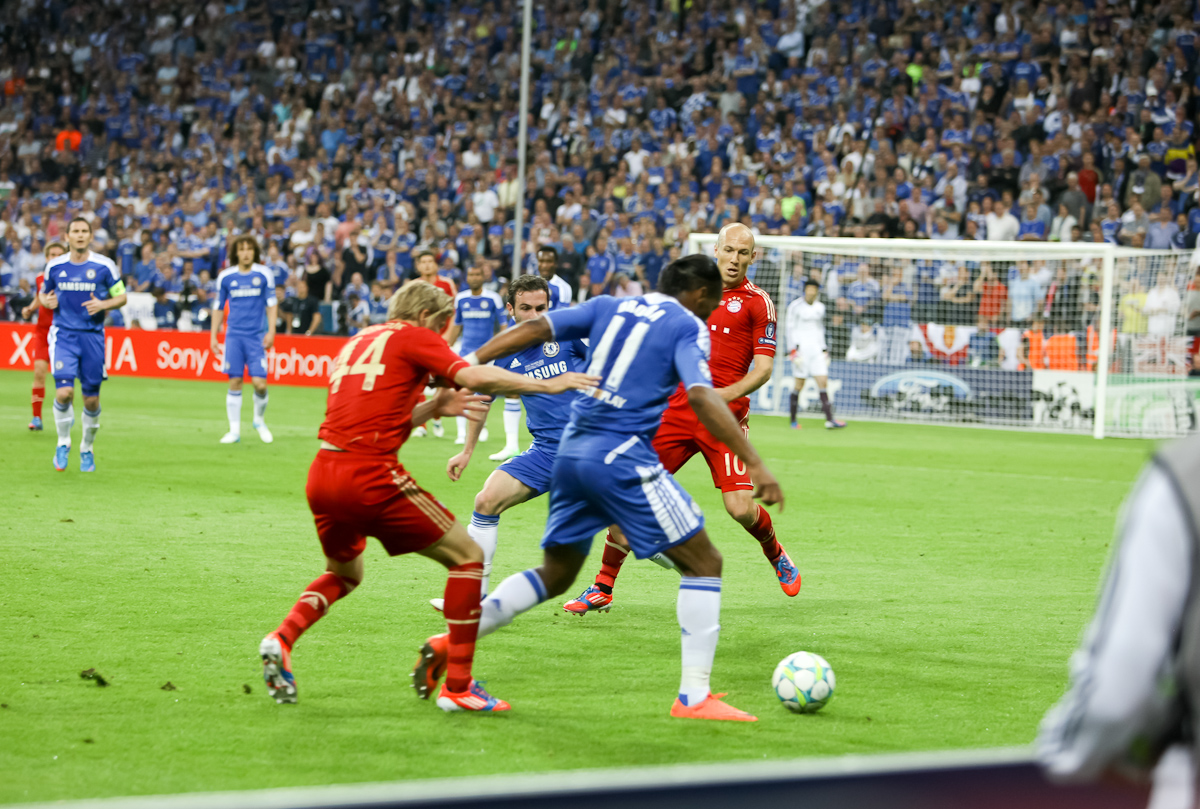
Тимощук (слева) пытается отобрать мяч у Дидье Дрогба в финале Лиги чемпионов УЕФА 2012

В своём третьем сезоне в Германии Тимощук снова остался без трофеев, несмотря на более успешные выступления клуба: «Бавария» до последнего претендовала на победы в трёх турнирах. В 12-м туре чемпионата Германии, на последних минутах матча против «Аугсбурга», Тимощук получил первую красную карточку в мюнхенской карьере и был дисквалифицирован на три матча Бундеслиги. В выездном четвертьфинале Лиги чемпионов против «Марселя» Тимощук сыграл свой 100-й матч в составе «Баварии». 29 марта 2012 года контракт Тимощука с «Баварией» был автоматически продлён на один год.
В мае «Бавария» второй раз за три года проиграла финал Лиги чемпионов. Тимощук, несмотря на хорошо проведённый финальный матч (Kicker и другие немецкие издания поставили ему одну из самых высоких оценок в команде), был раскритикован бывшим защитником мюнхенского клуба Паулем Брайтнером за отказ бить послематчевые пенальти
Четвёртый сезон Тимощука начался с победы в Суперкубке Германии. На 79-й минуте матча против дортмундской «Боруссии» он вышел на поле вместо Франка Рибери. В последние дни летнего трансферного окна «Бавария» за 40 миллионов евро приобрела Хави Мартинеса, что должно было говорить о долгосрочной ставке на молодого испанца и сомнительных перспективах 33-летнего Тимощука. До зимнего перерыва Тимощук только 4 раза выходил в стартовом составе «Баварии». 28 ноября 2012 года в 14-м туре Бундеслиги забил гол в ворота «Фрайбурга». В кубковой игре «Баварии» против «Аугсбурга» Тимощук забил гол красивым дальним ударом, но судьи не увидели, что мяч от перекладины отскочил за линию ворот.

Заключительный сезон полузащитника в «Баварии» стал самым успешным в карьере Тимощука, а также самым ярким в истории мюнхенского клуба. В сезоне-2012/13 мюнхенцы оформили так называемый «требл», выиграв чемпионат и Кубок Германии, а также Лигу чемпионов УЕФА.

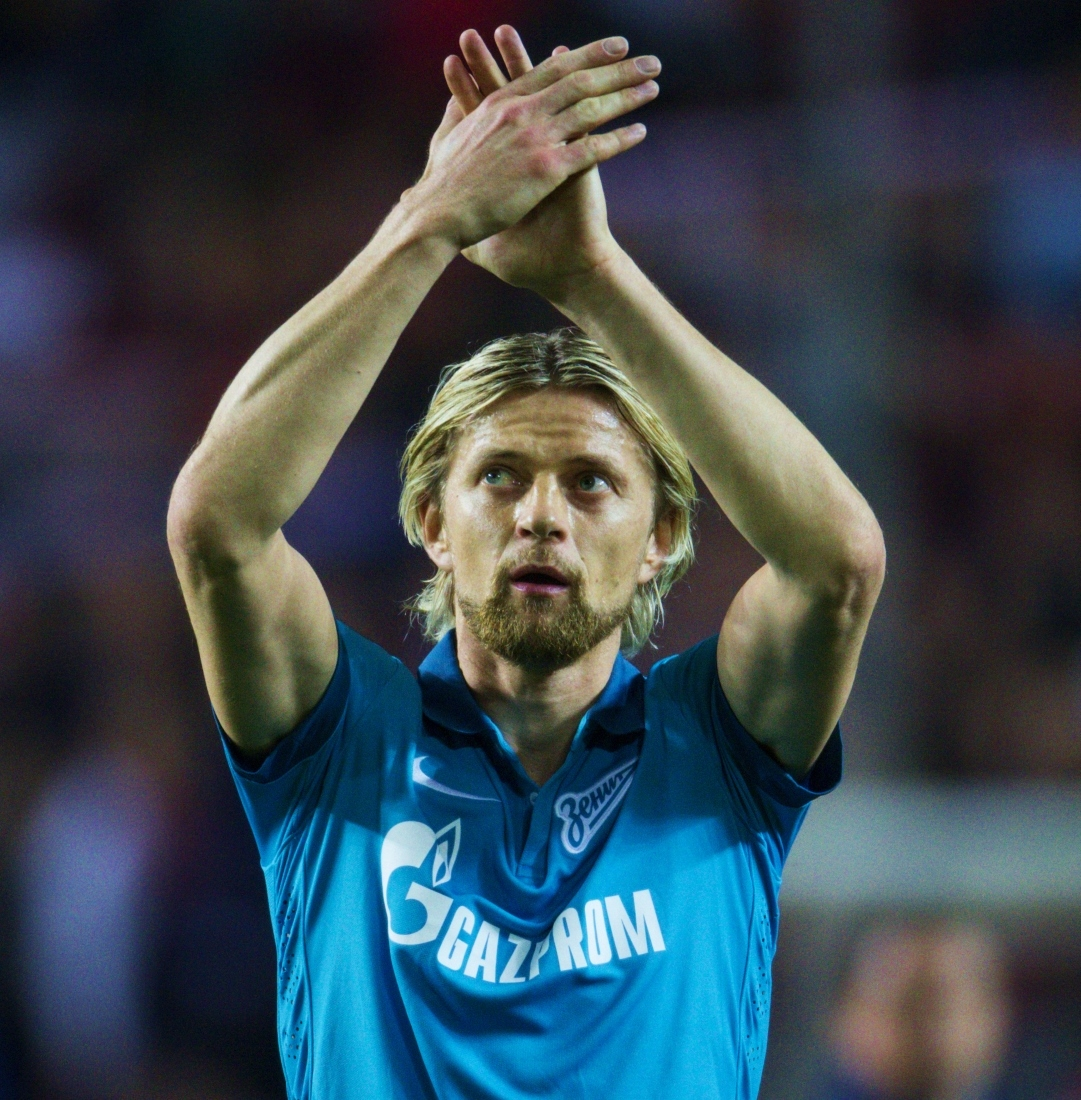
Тимощук в составе «петербужцев» в рамках матча Лиги Европы УЕФА против Севильи в 2015 году.

### Возвращение в «Зенит»
В начале июня 2013 года вернулся в «Зенит», заключил соглашение на два года . За это время Тимощук вновь стал чемпионом России, а также выиграл серебряные медали чемпионата.
За пять сезонов в составе клуба провел 150 матчей, забил 18 мячей и отдал 5 результативных передач.

### «Кайрат»
В начале июля 2015 года перешёл в клуб «Кайрат» из Казахстана. Контракт был рассчитан на 1,5 года. По информации СМИ, зарплата опорного полузащитника составляла приблизительно миллион евро в год. 12 июля в своём первом матче против клуба «Кайсар», вышел с капитанской повязкой. С «Кайратом» стал двукратным вице-чемпионом Казахстана (2015, 2016), выиграл Кубок и Суперкубок Казахстана.
10 февраля 2017 года стало известно, что Тимощук завершил карьеру футболиста.

### Карьера в сборной

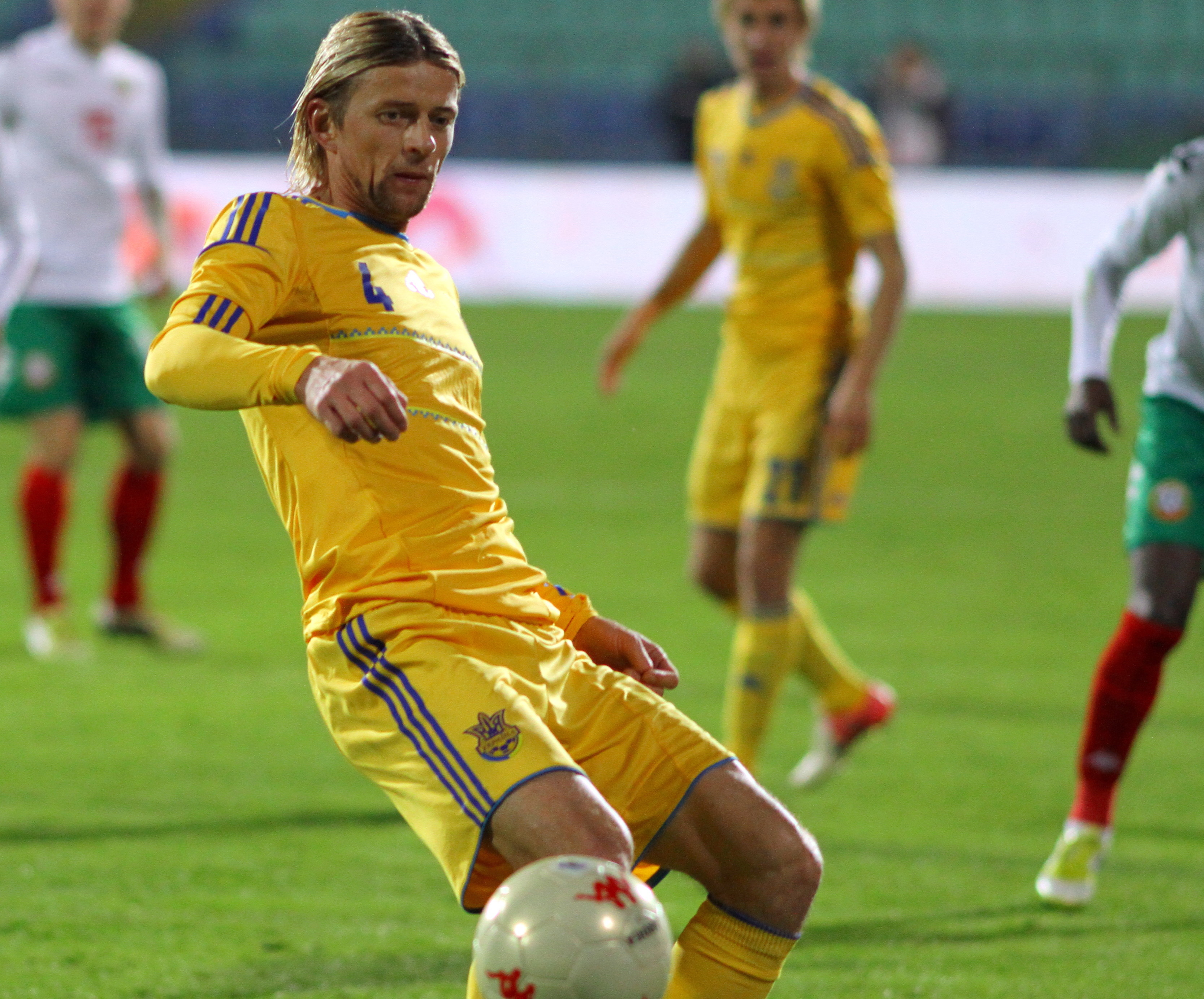
Тимощук в 2012 году

Впервые за сборную Украины сыграл 26 апреля 2000 года в товарищеской игре против Болгарии — 1:0. Стал вице-капитаном. Играл в финальной части чемпионата мира по футболу 2006 в Германии, вышел с командой в четвертьфинал и занял 5—8 место. Фактический рекордсмен сборной по количеству проведённых матчей (144), однако в 2022 году Украинская ассоциация футбола исключила его из реестра игроков украинской сборной. В сентябре 2022 года УАФ объявила, что рекордсменом является Андрей Ярмоленко, после того, как он превзошёл показатель Андрея Шевченко, сыграв за сборную 112 матчей
Забил за сборную 4 мяча. В 2016 году принял решение завершить выступления в сборной.

## Тренерская карьера
10 февраля 2017 года получил тренерскую лицензию класса PRO. Это позволило ему войти в тренерский штаб «Зенита». В марте присоединился к тренерскому штабу «Зенита» в качестве помощника главного тренера. В 2022 году решением УАФ Тимощук был лишён тренерской лицензии.

## Личная жизнь
Две дочери от первого брака с Надеждой Навроцкой, родившиеся в апреле 2010 года в Мюнхене. Роды были преждевременными, и близнецы покинули кувез только в сентябре. Состоит в браке с Анастасией Климовой, у которой от него есть двое детей.

## Деятельность вне футбольного поля
Имел фонд «Рух Молоді» (рус. «Движение молодёжи»), занимавшийся строительством футбольных площадок с искусственным газоном, баскетбольных площадок в Белой Церкви, проведением футбольного турнира имени Андрея Гусина. Кроме этого, фонд оказывает помощь детям в Донецкой и Луганской областях.
17 апреля 2015 года вошёл в состав совета стратегического развития профессионального футбола Федерации футбола Украины (ФФУ).

## Достижения

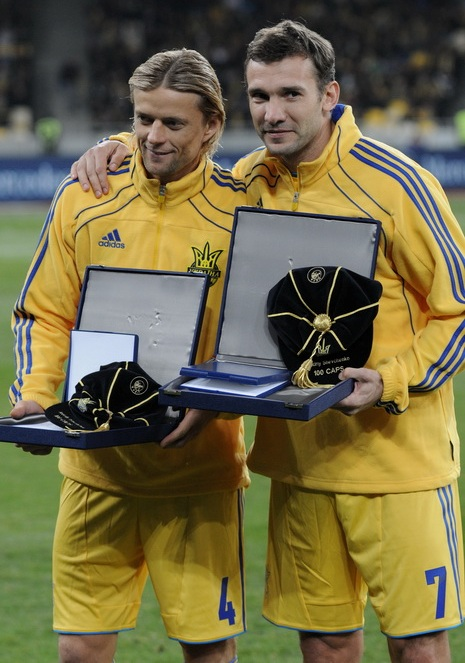
Анатолий Тимощук и Андрей Шевченко с наградами УЕФА, полученными за 100 матчей в сборной.

### Командные
Шахтёр
- Чемпион Украины (3): 2001/02, 2004/05, 2005/06
- Обладатель Кубка Украины (3): 2000/01, 2001/02, 2003/04
- Обладатель Суперкубка Украины: 2005

В 2022 году Украинская ассоциация футбола лишила Анатолия Тимощука всех завоёванных им на национальном уровне титулов. Через два года Тимощук обжаловал это решение в Спортивном арбитражном суде.
Зенит
- Чемпион России (2): 2007, 2014/15
- Обладатель Суперкубка России: 2008
- Обладатель Кубка УЕФА: 2007/08
- Обладатель Суперкубка УЕФА: 2008

Бавария
- Чемпион Германии (2): 2009/10, 2012/13
- Обладатель Кубка Германии (2): 2009/10, 2012/13
- Обладатель Суперкубка Германии (2): 2010, 2012
- Победитель Лиги чемпионов УЕФА: 2012/13

Кайрат
- Обладатель Кубка Казахстана: 2015[83]
- Обладатель Суперкубка Казахстана: 2016

### Личные
- Лучший украинский футболист года (3): 2002, 2006, 2007 (по оценкам газеты «Украинский футбол»)
- Футболист года в чемпионате Украины: 2002
- Лучший игрок чемпионата России по футболу: 2007 (по оценкам газеты «Спорт-Экспресс»)[84]
- В списках 33 лучших футболистов чемпионата России (2): № 1 — 2007, 2008
- Лучший футболист Украины (2011)[85]

## Награды
- Заслуженный мастер спорта России (2008)[86];
- Заслуженный мастер спорта Украины (2005[87]; лишён звания в 2023 году);
- Кавалер Ордена «За мужество» III степени[88] (лишён награды в 2023 году);
- 3 июня 2008 года Указом Президента Украины Виктора Ющенко Тимощуку присвоено звание «Заслуженный работник физической культуры и спорта Украины»[89] (лишён звания в 2023 году).
- Отличие «Именное огнестрельное оружие» (2015[90]; лишён награды в 2023 году).
- Почётный гражданин Луцка (2008[91]; лишён звания в 2022 году).

### Лишение наград
После вторжения России в Украину Тимощук написал в Instagram: «Нам нужен мир. Ради наших детей и родителей, ради жизни на Земле», после чего больше публично о нём не высказывался. В декабре заявил, что не планирует покидать Россию.
11 марта 2022 года Украинской ассоциацией футбола лишён тренерской лицензии уровня Pro, национальных футбольных титулов (чемпиона Украины, обладателя Кубка и Суперкубка) и исключён из официального реестра игроков сборных команд. Администрация УАФ обратилась в органы государственной власти Украины с просьбой о лишении Тимощука всех государственных наград и почётных званий.
30 марта 2022 года Луцким городским советом депутатов лишён звания «Почётного гражданина Луцка» за то, что он не сделал публичного заявления по поводу нападения России на Украину и не остановил своё сотрудничество с «футбольным клубом страны-агрессора».
7 января 2023 года внесён в санкционный список Украины лиц «которые публично призывают к агрессивной войне, оправдывают и признают законной вооруженную агрессию РФ против Украины, временную оккупацию территории Украины», предполагающие лишение государственных наград, блокировку активов, полное прекращение коммерческих операций, остановку выполнения экономических и финансовых обязательств.
В конце января 2023 года УАФ отклонила его жалобу, оспаривавшую лишение титулов, лицензии тренера и отлучение от украинского футбола. 26 сентября 2023 Тимощук подал иск в Спортивный арбитражный суд (CAS) на решение УАФ лишить его тренерской лицензии и титулов на национальном уровне. В ноябре 2024 года CAS удовлетворил иск.

## Статистика выступлений

### Клубная
| Клуб                     | Сезон                    | Чемпионат | Чемпионат | Кубок | Кубок | Еврокубки | Еврокубки | Прочие | Прочие | Всего | Всего |
| Клуб                     | Сезон                    | Игры      | Голы      | Игры  | Голы  | Игры      | Голы      | Игры   | Голы   | Игры  | Голы  |
| ------------------------ | ------------------------ | --------- | --------- | ----- | ----- | --------- | --------- | ------ | ------ | ----- | ----- |
| Волынь                   | 1995-96                  | 10        | 1         | 1     | 0     | -         | -         | -      | -      | 11    | 1     |
| Волынь                   | 1996-97                  | 38        | 6         | 2     | 0     | -         | -         | -      | -      | 40    | 6     |
| Волынь                   | 1997-98                  | 14        | 1         | 2     | 0     | -         | -         | -      | -      | 16    | 1     |
| Всего                    | Всего                    | 62        | 8         | 5     | 0     | -         | -         | -      | -      | 67    | 8     |
| Шахтёр                   | 1997-98                  | 9         | 3         | 0     | 0     | -         | -         | -      | -      | 9     | 3     |
| Шахтёр                   | 1998-99                  | 18        | 2         | 3     | 0     | 2         | 0         | -      | -      | 23    | 2     |
| Шахтёр                   | 1999-00                  | 23        | 0         | 3     | 0     | 2         | 0         | -      | -      | 28    | 0     |
| Шахтёр                   | 2000-01                  | 25        | 4         | 5     | 1     | 11        | 0         | -      | -      | 41    | 5     |
| Шахтёр                   | 2001-02                  | 26        | 3         | 7     | 1     | 6         | 1         | -      | -      | 39    | 5     |
| Шахтёр                   | 2002-03                  | 30        | 4         | 6     | 1     | 4         | 0         | -      | -      | 40    | 5     |
| Шахтёр                   | 2003-04                  | 29        | 6         | 6     | 1     | 6         | 0         | -      | -      | 41    | 7     |
| Шахтёр                   | 2004-05                  | 25        | 4         | 5     | 0     | 10        | 0         | 1      | 0      | 41    | 4     |
| Шахтёр                   | 2005-06                  | 27        | 5         | 2     | 1     | 8         | 0         | 1      | 0      | 38    | 6     |
| Шахтёр                   | 2006-07                  | 15        | 1         | 2     | 1     | 8         | 0         | 1      | 0      | 26    | 2     |
| Всего                    | Всего                    | 227       | 32        | 39    | 6     | 57        | 1         | 3      | 0      | 326   | 39    |
| Зенит                    | 2007                     | 29        | 4         | 5     | 5     | 8         | 1         | -      | -      | 42    | 10    |
| Зенит                    | 2008                     | 27        | 6         | 0     | 0     | 16        | 0         | 1      | 0      | 44    | 6     |
| Зенит                    | 2009                     | 11        | 0         | 0     | 0     | 3         | 2         | -      | -      | 14    | 2     |
| Всего                    | Всего                    | 67        | 10        | 5     | 5     | 27        | 3         | 1      | 0      | 100   | 18    |
| Бавария                  | 2009-10                  | 21        | 0         | 4     | 0     | 7         | 1         | -      | -      | 32    | 1     |
| Бавария                  | 2010-11                  | 26        | 3         | 4     | 0     | 6         | 1         | 1      | 0      | 37    | 4     |
| Бавария                  | 2011-12                  | 23        | 0         | 4     | 0     | 12        | 0         | -      | -      | 39    | 0     |
| Бавария                  | 2012-13                  | 16        | 1         | 3     | 0     | 4         | 0         | 1      | 0      | 24    | 1     |
| Всего                    | Всего                    | 86        | 4         | 15    | 0     | 29        | 2         | 2      | 0      | 132   | 6     |
| Зенит                    | 2013-14                  | 22        | 0         | 1     | 0     | 5         | 0         | 1      | 0      | 29    | 0     |
| Зенит                    | 2014-15                  | 11        | 0         | 1     | 0     | 9         | 0         | -      | -      | 21    | 0     |
| Всего                    | Всего                    | 33        | 0         | 2     | 0     | 14        | 0         | 1      | 0      | 50    | 0     |
| Кайрат                   | 2015                     | 10        | 0         | 1     | 0     | 6         | 0         | -      | -      | 17    | 0     |
| Кайрат                   | 2016                     | 24        | 1         | 0     | 0     | 0         | 0         | 1      | 0      | 25    | 1     |
| Всего                    | Всего                    | 34        | 1         | 1     | 0     | 6         | 0         | 1      | 0      | 42    | 1     |
| Всего за клубную карьеру | Всего за клубную карьеру | 509       | 55        | 67    | 11    | 133       | 6         | 8      | 0      | 717   | 72    |

## Голы за сборную Украины
| # | Дата           | Встреча                                                | Соперник   | Результат | Соревнование |
| - | -------------- | ------------------------------------------------------ | ---------- | --------- | ------------ |
| 1 | 17 апреля 2002 | Стадион «Динамо им. В. В. Лобановского», Киев, Украина | Грузия     | 2:1       | ТМ           |
| 2 | 8 октября 2010 | Стадион «Динамо им. В. В. Лобановского», Киев, Украина | Канада     | 2:2       | ТМ           |
| 3 | 1 июня 2011    | Стадион «Динамо им. В. В. Лобановского», Киев, Украина | Узбекистан | 2:0       | ТМ           |
| 4 | 6 июня 2011    | «Донбасс Арена», Донецк, Украина                       | Франция    | 1:4       | ТМ           |